# Kansas City Chiefs 1971
La stagione 1971 dei Kansas City Chiefs è stata la seconda nella National Football League e la 12ª complessiva. Fu anche l'ultima stagione al Municipal Stadium prima di trasferirsi all'Arrowhead Stadium.
Molti dei giocatori che avevano vinto il Super Bowl IV due anni prima erano ancora parte della squadra. I Chiefs vinsero la propria division con un record di 10-3-1 ma furono battuti dai Miami Dolphins nel divisional round dei playoff dopo due tempi supplementari. Quella sconfitta fu uno spartiacque per la storia della franchigia: Kansas City non avrebbe più raggiunto i playoff fino al 1986, non vi avrebbe vinto una gara fino al 1991 e non avrebbe più vinto il titolo di division fino al 1993.

## Roster
| Roster dei Kansas City Chiefs nel 1971 |
| --- |
| Quarterback - 16 Len Dawson - 7 John Huarte - 10 Mike Livingston Running Back - 1 Mike Adamle - 38 Wendell Hayes - 45 Robert Holmes - 6 Warren McVea - 35 Jim Otis - 14 Ed Podolak Wide Receiver - 21 Dennis Homan - 41 Bruce Jankowski - 89 Otis Taylor - 17 Elmo Wright Tight End - 83 Willie Frazier - 88 Morris Stroud Offensive Linemen - 71 Ed Budde G - 60 George Daney G - 73 Dave Hill T - 61 Mo Moorman G - 58 Jack Rudnay C - 70 Sid Smith T - 77 Jim Tyrer T Defensive Linemen - 84 Bruce Bergey DE - 87 Aaron Brown DE - 86 Buck Buchanan DT - 61 Curley Culp DT - 82 Ed Lothamer DT - 81 Marvin Upshaw DE - 99 Wilbur Young DE Linebacker - 78 Bobby Bell - 63 Willie Lanier - 51 Jim Lynch - 50 Mike Oriard - 66 Bob Stein Defensive Back - 48 Nate Allen CB - 24 Caesar Belser - 23 David Hadley - 46 Jim Kearney SS - 40 Jim Marsalis CB - 15 Kerry Reardon CB - 42 Johnny Robinson FS - 20 Mike Sensibaugh FS - 18 Emmitt Thomas CB Special Team - 3 Jan Stenerud K - 44 Jerrel Wilson P |
| Legenda - I rookie sono in corsivo. - Il primo ruolo è il principale mentre gli eventuali successivi indicano i ruoli secondari. - (IR) sta per Injured Reserve ed indica la lista ristretta per un solo giocatore infortunato che può tornare ad allenarsi dopo la settimana 6 e a rientrare in prima squadra dopo che questa ha giocato 8 partite. - (NF-Inj.) / (NF-Ill.) stanno rispettivamente per Non-Football Injured e Non-Football Illness ed indicano le liste dove viene inserito un giocatore che ha un infortunio o una malattia non dipendente dal football americano. - (PUP) sta per Physically Unable to Perform ed indica la lista dove viene inserito un giocatore mentre è in attesa di recuperare la condizione fisica. Nella stagione regolare dopo la sesta partita giocata dalla propria squadra, il giocatore ha tempo tre settimane per riprendere ad allenarsi, più tre settimane aggiuntive dal suo rientro agli allenamenti per rientrare in prima squadra.                   |

## Calendario
| Stagione regolare |                        |               |                                 |          |
| Turno             | Avversario             | Risultato     | Stadio                          | Pubblico |
| 1                 | at San Diego Chargers  | S 14–21       | San Diego Stadium               | 54,061   |
| 2                 | at Houston Oilers      | V 20–16       | Astrodome                       | 46,498   |
| 3                 | at Denver Broncos      | V 16–3        | Mile High Stadium               | 51,200   |
| 4                 | San Diego Chargers     | V 31–10       | Municipal Stadium               | 50,514   |
| 5                 | Pittsburgh Steelers    | V 38–16       | Municipal Stadium               | 49,533   |
| 6                 | Washington Redskins    | V 27–20       | Municipal Stadium               | 51,989   |
| 7                 | at Oakland Raiders     | P 20–20       | Oakland–Alameda County Coliseum | 54,715   |
| 8                 | at New York Jets       | S 10-13       | Shea Stadium                    | 62,812   |
| 9                 | Cleveland Browns       | V 13–7        | Municipal Stadium               | 50,388   |
| 10                | Denver Broncos         | V 28–10       | Municipal Stadium               | 49,945   |
| 11                | at Detroit Lions       | S 21–32       | Tiger Stadium                   | 54,418   |
| 12                | at San Francisco 49ers | V 26–17       | Candlestick Park                | 45,306   |
| 13                | Oakland Raiders        | V 16–14       | Municipal Stadium               | 51,215   |
| 14                | Buffalo Bills          | V 22–9        | Municipal Stadium               | 48,121   |
| Playoff           |                        |               |                                 |          |
| Divisional        | Miami Dolphins         | S 24–27 (2TS) | Municipal Stadium               | 45,822   |

## Classifiche
| AFC West           |    |   |   |      |       |       |     |     |     |
|                    | V  | S | P | %    | DIV   | CONF  | PF  | PS  | STR |
| Kansas City Chiefs | 10 | 3 | 1 | .769 | 4–1–1 | 8–2–1 | 302 | 208 | V3  |
| Oakland Raiders    | 8  | 4 | 2 | .667 | 4–1–1 | 7–3–1 | 344 | 278 | V1  |
| San Diego Chargers | 6  | 8 | 0 | .429 | 2–4   | 4–7   | 311 | 341 | S1  |
| Denver Broncos     | 4  | 9 | 1 | .308 | 1–5   | 3–6–1 | 203 | 275 | S2  |

Nota: I pareggi non venivano conteggiati ai fini della classifica fino al 1972.